# Ilja Cyon
Ilja Faddiejewicz Cyon, także Elias von Cyon, Élie de Cyon, ros. Илья Фаддеевич Цион (ur. 13 marca?/25 marca 1843 w Telszach, zm. 23 października 1912 w Paryżu) – rosyjsko-francuski lekarz, fizjolog, działacz polityczny, profesor na Uniwersytecie w Sankt Petersburgu.

## Życiorys
Urodził się w 1843 roku w Telszach (według niektórych źródeł w Poniewieżu) w rodzinie żydowskiej. Miał brata Moisieja (1840-?), również lekarza. Ukończył gimnazjum w Czernihowie. Studia medyczne rozpoczął w roku akademickim 1858/1859 w Akademii Medyko-Chirurgicznej w Warszawie, ale w tym samym roku wystąpił z uczelni „na własne żądanie”. Od 1859 do 1862 uczył się na Uniwersytecie w Kijowie, a od 1862 do 1864 na Uniwersytecie Fryderyka Wilhelma w Berlinie, gdzie otrzymał tytuł doktora medycyny i chirurgii. W 1865 roku otrzymał tytuł doktora medycyny na Akademii Medyko-Chirurgicznej w St. Petersburgu. Od 1866 pracował z Carlem Ludwigiem w Lipsku i z Ernstem Brückem w Wiedniu. Od 1867 wykładał anatomię i fizjologię na Wydziale Fizyczno-Matematycznym Uniwersytetu w St. Petersburgu, był tam też dyrektorem Laboratorium Fizjologicznego. Jego studentem w tym czasie był Iwan Pawłow.
W 1870 został profesorem nadzwyczajnym na tej uczelni, a w 1872 roku decyzją ministra wojny Milutina, profesorem zwyczajnym fizjologii Akademii Medycznej w Petersburgu, wbrew decyzji władz wydziału. 21 stycznia 1873 roku wygłosił wykład inauguracyjny. W 1874 roku studenci zażądali usunięcia Cyona. W 1877 wyemigrował do Paryża, gdzie pracował z Claude’em Bernardem. W 1878 roku w Paryżu otrzymał tytuł doktora medycyny. Przyjął francuskie obywatelstwo i został we Francji do śmierci w 1912 roku.

## Dorobek naukowy
Cyonowi jako pierwszemu udało się utrzymać pracę wyizolowanego serca żaby. W swoim doświadczeniu zapewniono przepływ surowicy przez serce, utrzymywano też optymalną temperaturę płynu.

## Wybrane prace

### Prace medyczne
- Über den Einfluß der Temperaturveränderungen auf Zahl, Dauer und Stärke der Herzschläge. Arbeiten aus der Physiologischen Anstalt zu Leipzig 77-127, 1866
- Elias von Cyon, Carl Ludwig. Die Reflexe eines der sensiblen Nerven des Herzens auf die motorischen der Blutgefässe. Arbeiten aus der Physiologischen Anstalt zu Leipzig 128-149. 1866
- Die Lehre von der Tabes dorsalis: kritisch und experimentell erläutert. Berlin: Liebrecht, 1867
- Über die Wurzeln, durch welche das Rückenmark die Gefäßnerven für die Vorderpfote aussendet. Arbeiten aus der Physiologischen Anstalt zu Leipzig 62-77 (1868)
- Über die Nerven des Peritoneum. Arbeiten aus der Physiologischen Anstalt zu Leipzig: 104-112 (1868)
- Курс физиологии профессора: (Лекции, чит. в 1872-73 учеб. г. в Мед.-хирург. акад.). Т. 1-2. Санкт-Петербург: К. Риккер, 1873-1874
- Сердце и мозг: Речь, произнес. на торжеств. акте Мед.-хирург. акад. 21-го янв. 1873 г. орд. проф. И.Ф. Ционом. Санкт-Петербург: В. Анреп, 1874
- Methoden der physiologischen Experimente und Vivisectionen mit Atlas. J.Ricker´sche Buchhandlung, Giessen, Carl Ricker, St. Petersburg 1876
- Methodik der Physiologischen Experimente und Vivisectionen. Giessen-St. Petersburg: Ricker 1876
- Научные беседы: Попул. излож. главнейших успехов естествознания. Санкт-Петербург: К. Риккер, 1880
- Gesammelte physiologische Arbeiten. Berlin: August Hirschwald, 1888
- Die Nerven des Herzens. Ihre Anatomie und Physiologie. Berlin: Verlag von Julius Springer, 1907
- Das Ohrlabyrinth als Organ der mathematischen Sinne für Raum und Zeit. Berlin: Verlag von Julius Springer, 1908

### Prace polityczne
- La guerre ou la paix? 1891
- Nihilisme et anarchie 1892
- M. Witte et les finances russes: d’apres des documents officiels et inedits. Typographie Chamerot et Renouard, 1895
- Histoire de l’entente franco-russe, 1886-1894: documents et souvenirs; 1895
- Ou la dictature de m. Witte conduit la Russie
- Les Finances russes et l’épargne française, 1895
- С.Ю. Витте и его проекты злостного банкротства пред Государственным советом. Париж: Haar et Steinert, succ. Eichler, 1896
- Du la dictature de M. Witte conduit la russie, 1897
- M. Witte et ses projets de faillite devant le conseil de l’empire, 1897